# Emma Kinema
Emma Kinema es una organizadora laboral estadounidense y organizadora principal de CODE-CWA, la Campaña de Trabajadores de la Comunicación de Estados Unidos para Organizar a los Empleados Digitales.

## Carrera profesional
Su carrera en la industria de los videojuegos ha abarcado una variedad de roles en múltiples tipos y tamaños de empresas. También estuvo involucrada en la organización laboral desde principios de la década de 2010. A fines de la década de 2010, esos intereses coincidieron para ella como organizadora laboral en la industria de los juegos. Mientras trabajaba a tiempo en el control de calidad para un desarrollador de juegos con sede en Orange, California,  se convirtió en miembro fundadora de Game Workers Unite, un grupo de voluntarios que organizan la industria de los videojuegos. Ella y Liz Ryerson fueron las principales figuras detrás de la expansión inicial del grupo a principios de 2018. Este voluntariado, que estimó en 60 horas por semana, incluyó dar y recibir capacitación y fue apoyado por ingresos mensuales financiados por crowdfunding.
Kinema ayudó a organizar un panel sobre trabajo en la Conferencia de desarrolladores en marzo de 2019 y en mayo ayudó a organizar la huelga en Riot Games por su manejo de la discriminación sexual. Ayudó a los trabajadores de Riot a crear un comité organizador después de asistir a una reunión de Game Workers Unite de 2018 y asesoró a los organizadores por teléfono. Variety nombró a los organizadores de Game Workers Unite y a Kinema (como la figura más pública del grupo) entre las personas más influyentes en los videojuegos en 2018.

## Vida personal
Su nombre es un seudónimo elegido para que poder continuar trabajando en la industria sin correr el riesgo de ser despedida o sufrir represalias.
Kinema, una mujer trans queer, ha hablado sobre el poder de la sindicalización para conectar los derechos económicos y la  justicia social.